# Knife Skills
Knife Skills ist ein US-amerikanischer Dokumentarfilm des Filmemachers Thomas Lennon aus dem Jahr 2017. Der Film war bei der 90. Oscarverleihung für  den Oscar in der Kategorie „Bester Dokumentar-Kurzfilm“ nominiert.

## Inhalt
Der Film zeigt 80 Inhaftierte beim Übergang vom Gefängnisleben zum Leben danach. Er begleitet sie, während das Edwins Leadership & Restaurant Institute in Cleveland, Ohio, versucht, ihnen Lebenskompetenzen zu vermitteln und die Möglichkeit bietet, sich zu fokussieren, um auf diese Weise Rückfallquoten zu senken. Der Film begleitet Teilnehmer des ersten Jahrgangs während ihrer Ausbildung und bei der Eröffnung eines französischen Restaurants.

## Rezeption
Knife Skills erhielt von Kritikern allgemein positive Bewertungen. Auf Rotten Tomatoes hat der Film eine Bewertung von 89 %, basierend auf neun Rezensionen, mit einer durchschnittlichen Bewertung von 7,7/10. Matthew Sorrento von Film International schrieb, Knife Skills sei „eine strahlende, delikate Mischung aus kulinarischem Vergnügen“, weshalb „es wirklich niederschmetternd [sei], die wenigen qualvollen Rückschläge zu sehen.“